# Oberstes Polizeikommissariat des Bezirks Kaunas

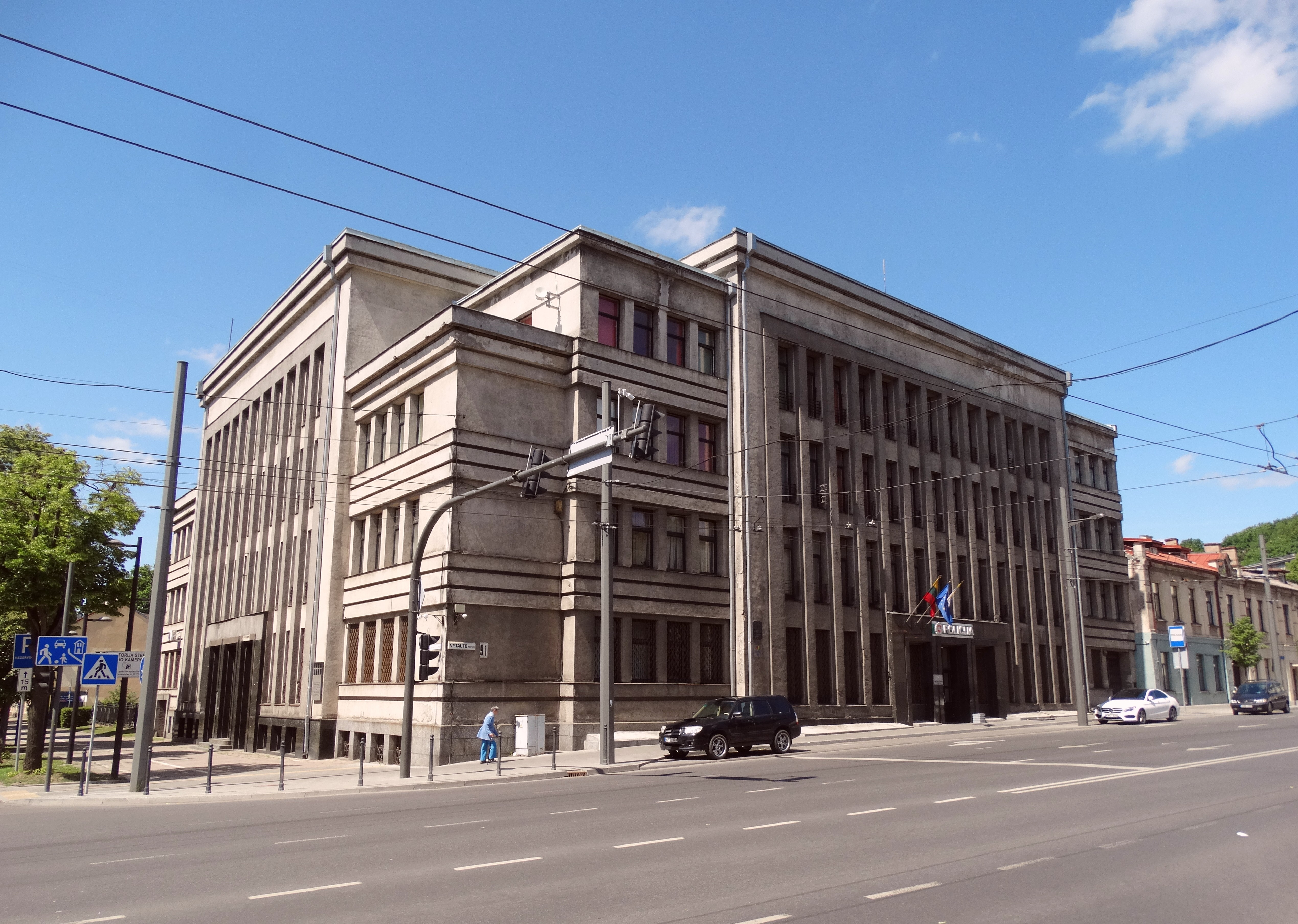
Hauptsitz

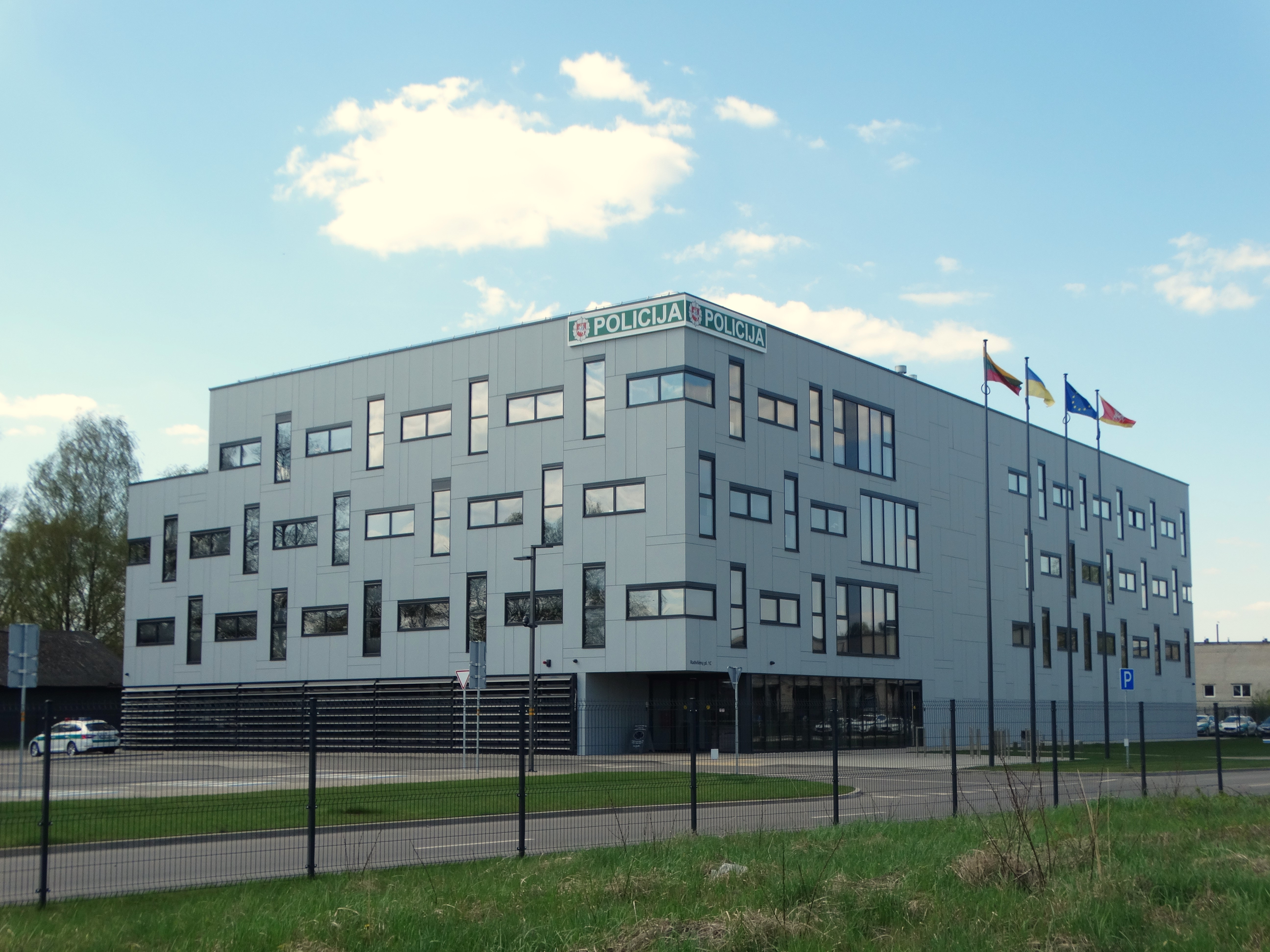
Dienstgebäude der litauischen Polizei in Kaunas

Das Oberste Polizeikommissariat des Bezirks Kaunas (lit. Kauno apskrities vyriausiasis policijos komisariatas) ist die Hauptbehörde der Polizei Litauens im Bezirk Kaunas mit dem Sitz in der zweitgrößten litauischen Stadt Kaunas. Es wurde am 23. Juni 1997 gegründet. Das Polizeikommissariat beschäftigt 1314 Personen und verfügt über 250 Fahrzeuge (Stand: 2024).

## Struktur
Das Oberste Polizeikommissariat des Bezirks Kaunas besteht aus folgenden Polizeikommissariaten:
- Kauno miesto Nemuno policijos komisariatas, Kaunas
- Kauno miesto Žaliakalnio policijos komisariatas in Žaliakalnis
- Kauno miesto Dainavos policijos komisariatas in Dainava
- Kauno miesto Santakos policijos komisariatas in der Altstadt Kaunas
- Kauno rajono policijos komisariatas in der Rajongemeinde Kaunas
- Kaišiadorių rajono policijos komisariatas in der Rajongemeinde Kaišiadorys
- Kėdainių rajono policijos komisariatas in der Rajongemeinde Kėdainiai
- Jonavos rajono policijos komisariatas in der Rajongemeinde Jonava

## Leitung
- Mindaugas Baršys, Polizeipräsident
- Darius Pliavga, stellvertretender Polizeipräsident
- Giedrius Klimavičius, stellvertretender Polizeipräsident